# Brunkindat fliköga
Brunkindat fliköga (Platysteira blissetti) är en fågel i familjen flikögon inom ordningen tättingar.

## Utbredning och systematik
Fågeln förekommer i regnskog från Guinea och södra Sierra Leone till södra Kamerun. Den behandlas som monotypisk, det vill säga att den inte delas in i några underarter.

## Status
IUCN placerar den i hotkategorin livskraftig.